# Максим Мермоз
Максим Мермоз (енгл. Maxime Mermoz; 28. јул 1986) професионални је француски рагбиста, који тренутно игра за Тулон. Висок 180 цм, тежак 90 кг, у каријери је играо за Тулуз 2005–2008. (19 утакмица, 5 поена) и Перпињан 2008–2012. (75 утакмица, 70 поена), пре него што је лета 2012. прешао у Тулон, за који је до сада одиграо 75 утакмица и постигао 80 поена. Са Тулузом је освојио титулу првака Француске (2008), са Перпињаном титулу првака Француске (2009), а са Тулоном титулу првака Француске (2014) и 2 пута титулу првака Европе (2013 и 2014). Са младом репрезентацијом Француске до 21 године, освојио је светско првенство 2006. За сениорску репрезентацију Француске одиграо је до сада 30 тест мечева и постигао 3 есеја.